# Rivière de la Tête à l'Ours
Rivière de la Tête à l'Ours är ett vattendrag i Kanada.   Det ligger i provinsen Québec, i den östra delen av landet, 400 km nordost om huvudstaden Ottawa.
I omgivningarna runt Rivière de la Tête à l'Ours växer i huvudsak blandskog. Trakten runt Rivière de la Tête à l'Ours är nära nog obefolkad, med mindre än två invånare per kvadratkilometer.